# آندریا پینتون
آندریا پینتون (انگلیسی: Andrea Pinton؛ زادهٔ ۲۸ آوریل ۱۹۹۶) بازیکن فوتبال اهل ایتالیا است.
از باشگاه‌هایی که در آن بازی کرده‌است می‌توان به باشگاه فوتبال اینتر میلان اشاره کرد.